# Barbara Winckelmann
Barbara Winckelmann (født von Wendt 27. november 1920 i Helsingfors - 16. september 2009 i Borgå) var en finlandssvensk forfatterinde. Hun debuterede med romanen Farväl, Julie 1961. Hendes mest kendte værker er den femdelte historiske romansuite om Helsingfors, som indledtes i 1977 med Din vredes dag (senere filmatiseret af Åke Lindman), og fortsat med "Bortom gryningen" og "Kejsarstaden". Winckelmann skildrer her kvinder under forskellige sociale situationers liv og giver derved en mangesidig kvindehistorisk skildring.
Winckelmanns sidste roman, Ske min vilja, udkom i 1998.

## Forfatterskab
- Farväl Julie; roman. Söderström, Helsingfors 1961
- Fyrspannet; roman. Söderström, Helsingfors 1963
- Minns du Caroline; roman. Söderström, Helsingfors 1965
- En dag i dina gårdar; roman. Söderström & Co, Helsingfors 1967
- Och en ljusnande framtid; roman. Söderström & Co, Helsingfors 1969
- Käpphelvetet; roman. Söderström & Co, Helsingfors 1971
- Mer än älska; roman. Söderström, Helsingfors 1973
- Och dagen kom; roman. Söderström, Helsingfors 1975
- Din vredes dag; roman. Söderström, Helsingfors 1977, 3. uppl. 1991 (på finsk: Sinun vihasi päivä. Gummerus 1979, 2. painos (udgave) 1991 med titlen Vihan päivät)
- Bortom gryningen; roman. Söderström, Helsingfors 1979 (på finsk: Sarastuksen tuolla puolen. Gummerus 1981)
- Kejsarstaden; roman. Söderström, Helsingfors 1982 (på finsk: Keisarin kaupunki. Gummerus 1983)
- Stenslottet; roman. Söderström, Helsingfors 1984 (på finsk: Kivilinna. Gummerus 1985)
- Stad i uppror; roman. Söderström, Helsingfors 1986 (på finsk: Kaupunki kapinassa. Gummerus 1987)
- Fyrtio vintrars snö; roman. Söderström, Helsingfors 1989
- Krona av järn ; roman. Söderström, Helsingfors 1992
- Det är bara ett hus; roman. Söderström, Helsingfors 1995
- Ske min vilja; roman. Söderström, Helsingfors 1998